# Сан-Кристобаль-де-лас-Касас (муниципалитет)
Сан-Кристо́баль-де-лас-Ка́сас (исп. San Cristóbal de las Casas) — муниципалитет в Мексике, штат Чьяпас, с административным центром в одноимённом городе. Численность населения, по данным переписи 2020 года, составила 215 874 человека.

## Общие сведения
Название San Cristóbal de las Casas дано в честь Святого Кристобаля и Бартоломе де лас Касаса.
Площадь муниципалитета равна 394,2 км², что составляет 0,5 % от площади штата, а наиболее высоко расположенное поселение Яальбок, находится на высоте 2580 метров.
Он граничит с другими муниципалитетами Чьяпаса: на севере с Чамулой и Тенехапой, на востоке с Уистаном, на юге с Теопиской и Тотолапой, на юго-западе с Сан-Лукасом, и на западе с Синакантаном.

## Учреждение и состав
Муниципалитет был образован в 1915 году, по данным 2020 года в его состав входит 126 населённых пунктов, самые крупные из которых:
| Код INEGI                  | Населённый пункт | Численность населения (2005 год) | Численность населения (2010 год) | Численность населения (2020 год) |
| -------------------------- | --- | -------------------------------- | -------------------------------- | -------------------------------- |
| 078                        | Всего | 166460                           | 185917                           | 215874                           |
| 0001                       | Сан-Кристобаль-де-лас-Касас (исп. San Cristóbal de las Casas) 16°44′13″ с. ш. 92°38′15″ з. д. (административный центр) | 142364                           | 158027                           | 183509                           |
| 0145                       | Сан-Антонио-дель-Монте (исп. San Antonio del Monte) 16°45′39″ с. ш. 92°39′09″ з. д.                                    | 1866                             | 2196                             | 2259                             |
| 0062                       | Ла-Канделария (исп. La Candelaria) 16°44′35″ с. ш. 92°31′13″ з. д.                                                     | 1903                             | 1955                             | 1541                             |
| 0039                       | Яситинин (исп. Yashitinín) 16°39′17″ с. ш. 92°26′39″ з. д.                                                             | 1026                             | 1109                             | 1274                             |
| 0172                       | Молино-лос-Аркос (исп. Molino los Arcos) 16°44′44″ с. ш. 92°36′32″ з. д.                                               | 259                              | 763                              | 1274                             |
| 0078                       | Мицитон (исп. Mitzitón) 16°38′46″ с. ш. 92°32′39″ з. д.                                                                | 1498                             | 1293                             | 1046                             |
| 0040                       | Сакуальпа-Экатепек (исп. Zacualpa Ecatepec) 16°42′24″ с. ш. 92°41′46″ з. д.                                            | 658                              | 885                              | 1023                             |
| —                          | Прочие | 16886                            | 19689                            | 23948                            |
| Названия на карте Генштаба | |                                  |                                  |                                  |

## Экономическая деятельность
По статистическим данным 2000 года, работоспособное население занято по секторам экономики в следующих пропорциях:
- сельское хозяйство и скотоводство — 9 % ;
- промышленность и строительство — 21,7 %;
- торговля, сферы услуг и туризма — 67 %;
- безработные — 2,3 %.

## Инфраструктура
По статистическим данным 2020 года, инфраструктура развита следующим образом:
- электрификация: 99,4 %;
- водоснабжение: 72,8 %;
- водоотведение: 94,7 %.

## Туризм
Основные достопримечательности:
- Религиозные: епархия Сан-Кристобаль-де-лас-Касаса.
- Архитектурные: собор Святого Кристобаля, строительство которого началось в 1547 году, а современный фасад оформлен после 1700 года; культурный центр и музей города Лос-Альтос, расположенный в бывшем доминиканском монастыре; церковь Девы Марии Мерседы, построенная в 1537 году; церковь Святого Николаса, построенная в 1610 году.
- Исторические: музей На-Болом[исп.] (с майяского: дом ягуара) с экспонатами коренных народов Америки.
- Природные: пещеры горы Сан-Кристобаль, открытые Висентом Крамски в 1947 году, в которых можно наблюдать красивые сталактиты и сталагмиты. Глубина пещер достигает более 10 км, а встречающие провалы более 550 м в глубину.

## Галерея

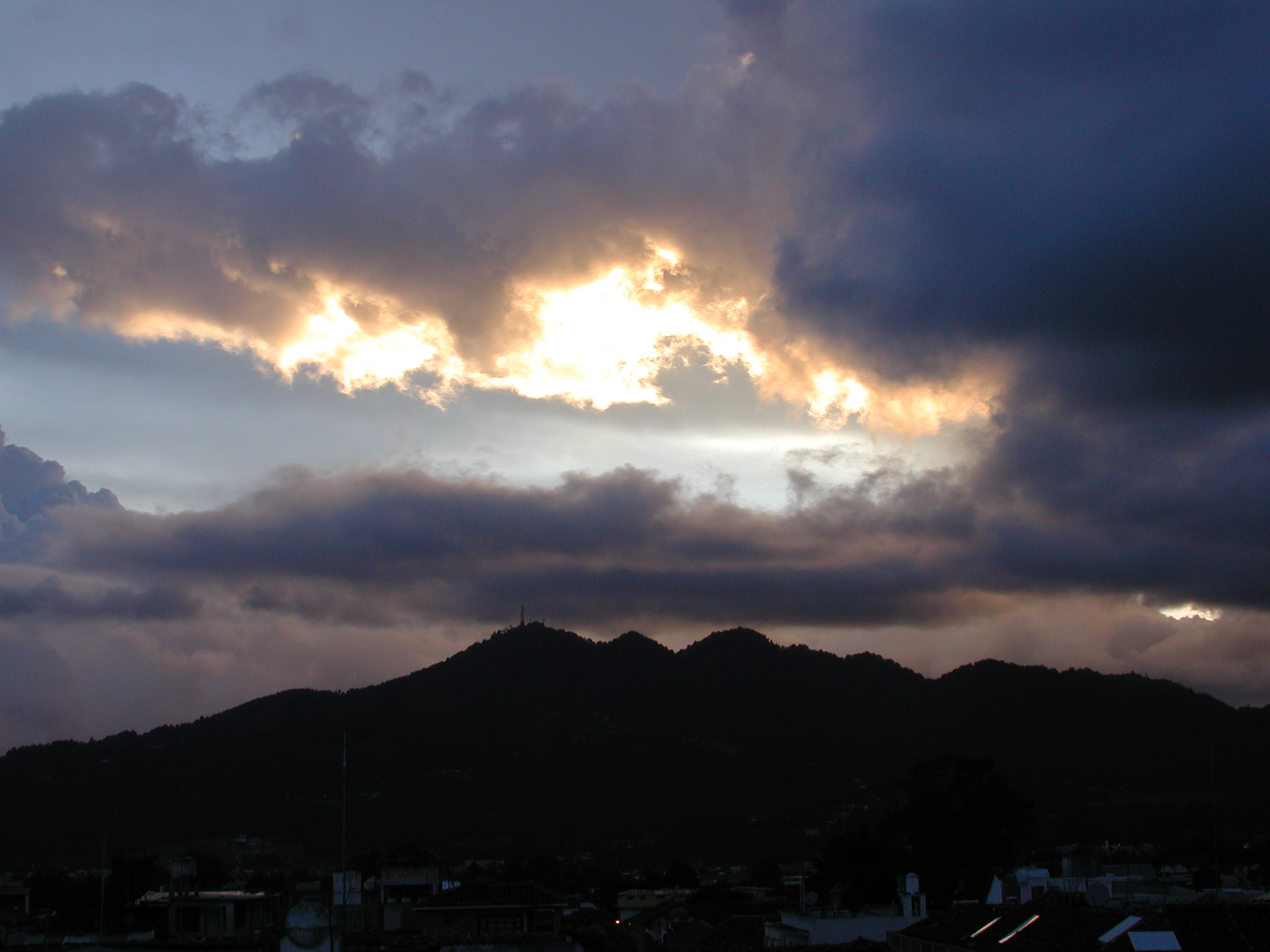
Гора Уитепек на закате
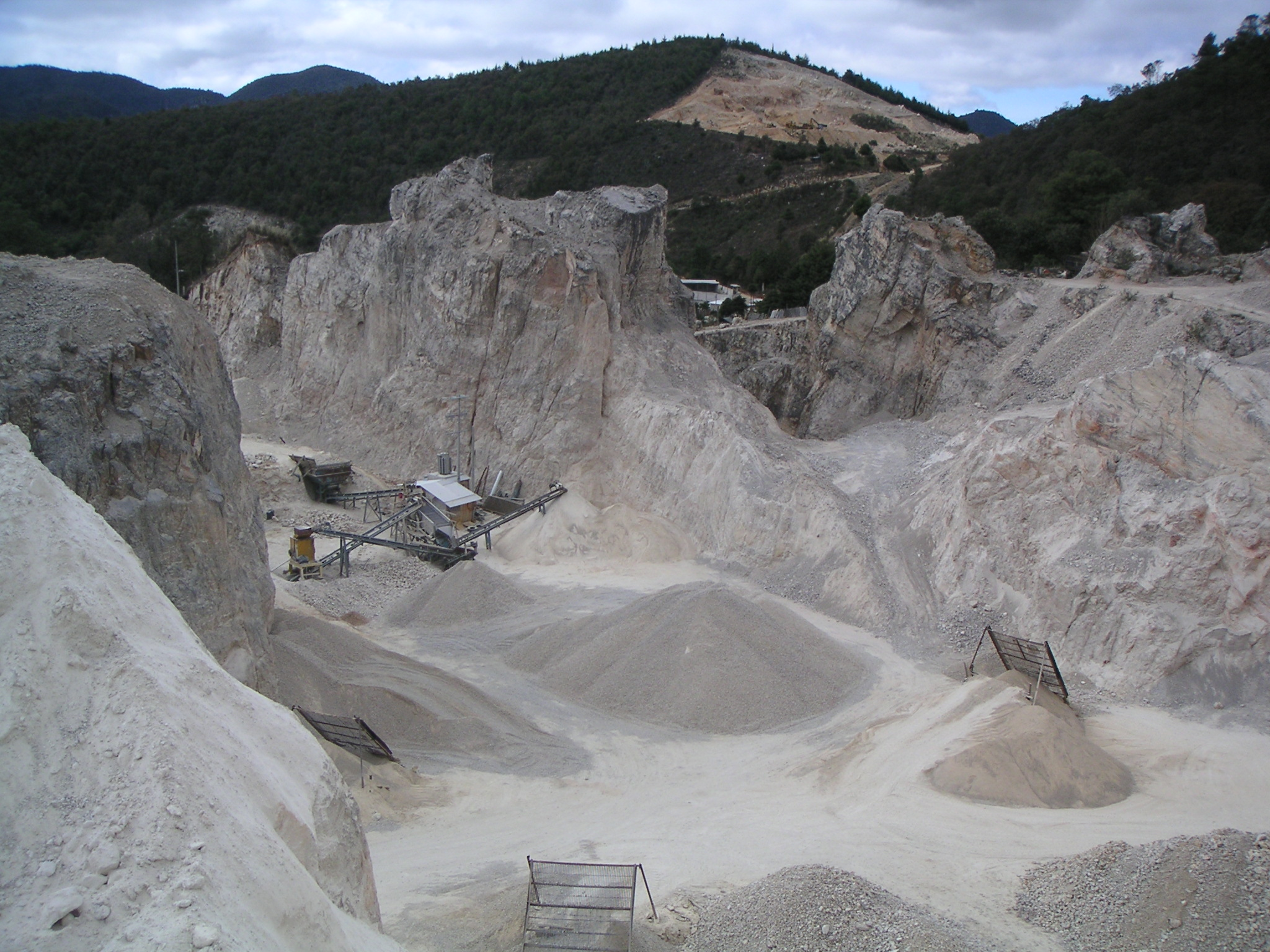
Выемка гравия, гора Сан-Кристобаль
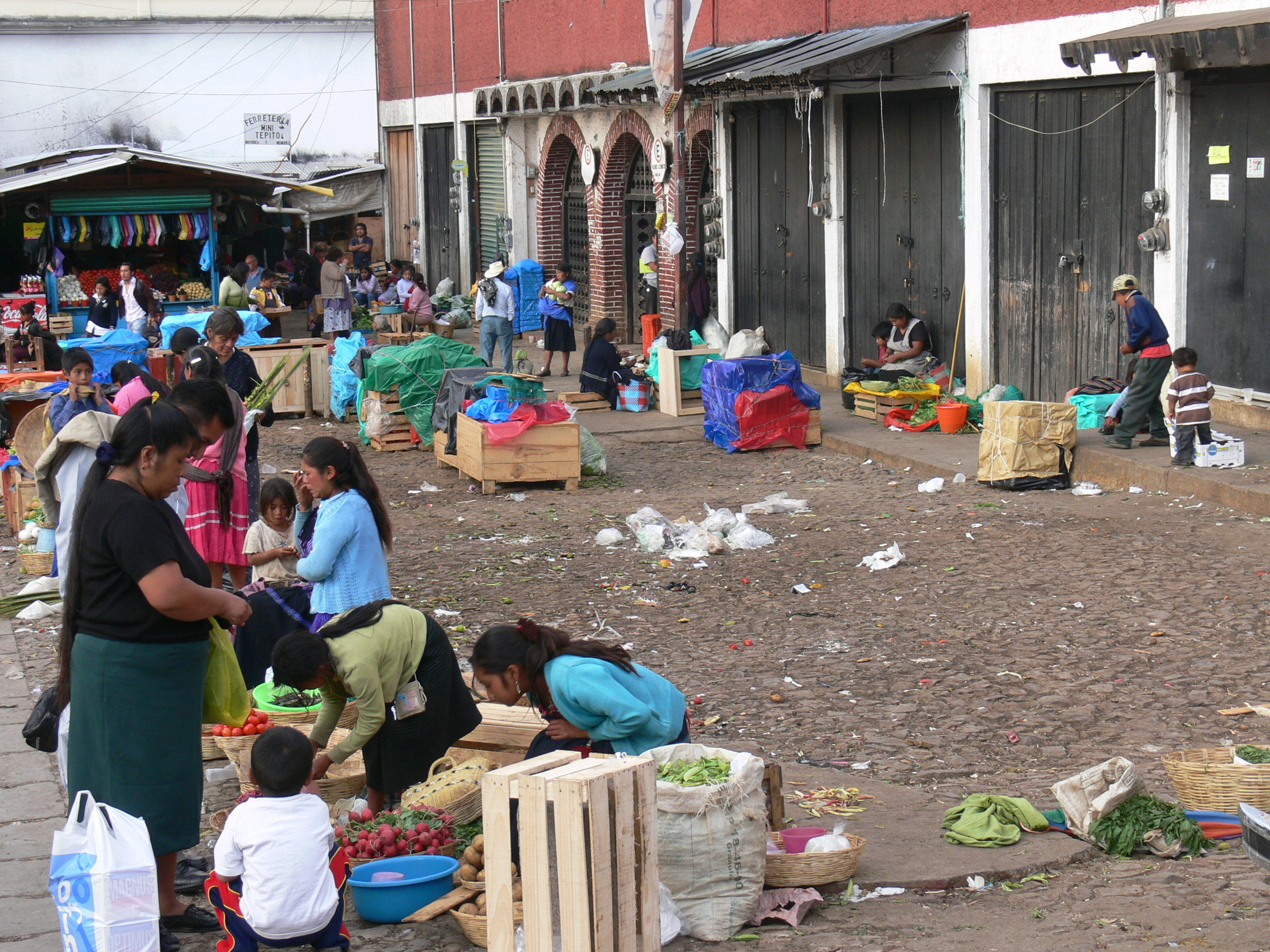
Уличная торговля
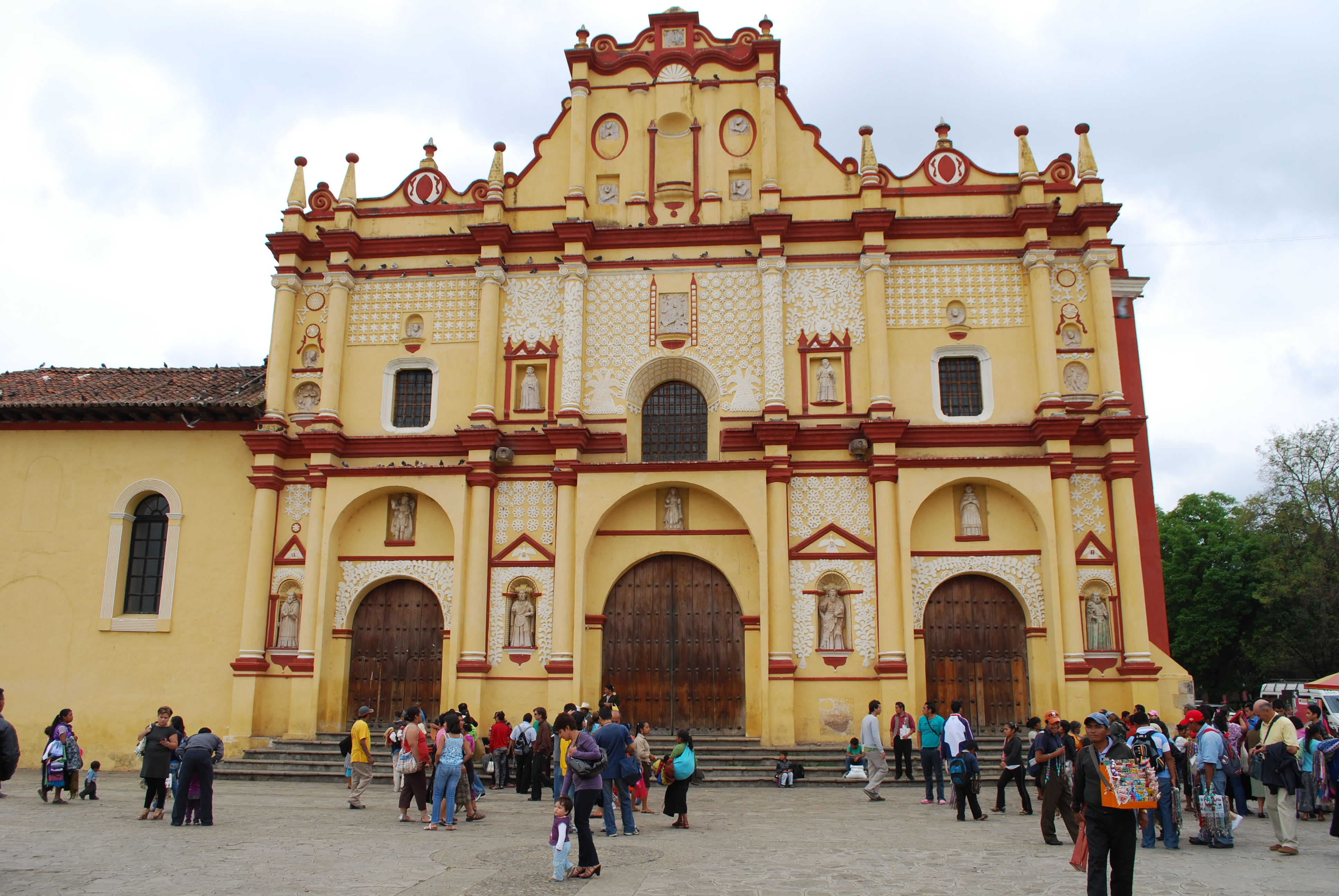
Собор Святого Кристобаля
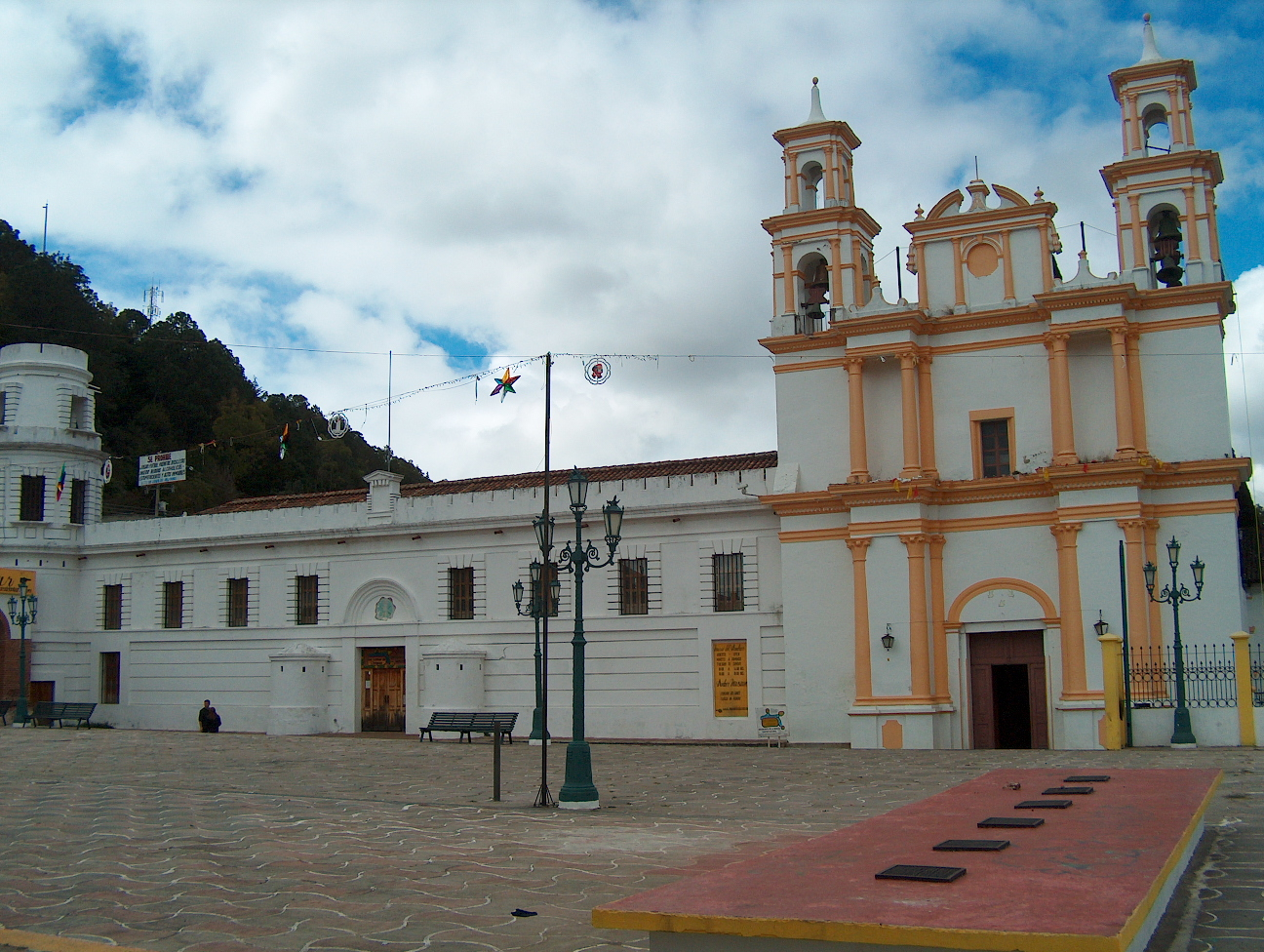
Церковь Девы Марии Мерседы
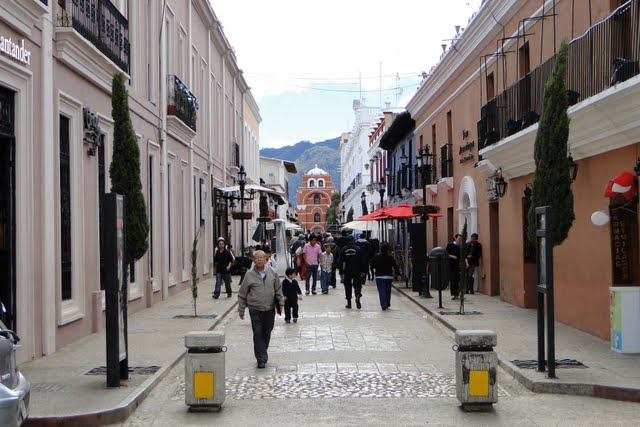
Улицы Сан-Кристо́баль-де-лас-Ка́саса